# François-Gabriel-Thibault de La Brousse de Verteillac
Pour les autres membres de la famille, voir Famille de La Brousse.
François-Gabriel-Thibault de La Brousse de Verteillac, né le 17 janvier 1763 à Paris, paroisse Saint Sulpice, et décédé le 26 octobre 1854 au château du Fou près de Châtellerault, est un homme politique français.

## Biographie
Fils de César-Pierre-Thibault de la Brousse de Verteillac, gouverneur du Périgord, et de Marie-Louise de Saint Quentin de Blet, il était issu d'une ancienne famille périgourdine, anoblie en 1644 .
il est capitaine de cavalerie de 1781 à 1792.
En 1809, il vend le château du Parterre à la ville de Dourdan, et sert comme maire de Dourdan de 1813 à 1817.
Comte de l'Empire, il est chambellan de Napoléon Ier le 2 mai 1813.
Pendant les Cent-jours, le 12 mai 1815, il est élu député de Seine-et-Oise pour l'arrondissement de Rambouillet  et siège à la Chambre des Cent-Jours durant deux mois.
Après la chute finale de l'Empire, il se retire dans le Poitou, sur les terres de son épouse. 
En 1828, il devient maire de Vouneuil-sur-Vienne, fonction qu'il conserve jusqu'à sa mort , et conseiller général du canton de Vouneuil sur Vienne.

### Mariage et descendance
Le 8 avril 1795, il épouse à Paris Charlotte Jeanne Félicité Elisabeth (Tiercelin) d'Appelvoisin de La Roche du Maine, fille de Charles Gabriel René (Tiercelin) d'Appelvoisin, marquis de La Roche du Maine, maréchal des camps et armées du Roi, chevalier de Saint Louis, député suppléant de la Noblesse de la sénéchaussée de Poitiers aux Etats-généraux de 1789, guillotiné en 1794, et d'Adélaïde Louise Félicité Chaspoux de Verneuil.
Elle lui apporte notamment le domaine du Fou, à Vouneuil sur Vienne. Elle meurt à Paris le  21 janvier 1854. Dont : 
- Marie Charlotte Fortunée de La Brousse de Verteillac (1796 - Paris 5 août 1885), mariée en 1822 avec Antoine Amédée de Gars, vicomte de Courcelles, (mort au château de Villereau, Loiret, le 15 juillet 1868), dont postérité ;
- Angélique Hermine de La Brousse de Verteillac (Paris 1er anc., 17 juin 1797 - Paris 30 janvier 1881), mariée à Paris (10e anc.) le 20 avril 1828 avec Marie François Félix, comte de Bourbon Conty (1772-1840),  fils naturel reconnu de Louis François de Bourbon, avant-dernier prince de Conty [5], remariée à Paris le 18 août 1841 avec Sosthènes de La Rochefoucauld, duc de Doudeauville (1785-1864), sans postérité des deux mariages ;
- Charles Augustin de La Brousse, marquis de Verteillac, ancien élève de l'école polytechnique, page de l'empereur Napoléon 1er, officier d'artillerie, chevalier de la Légion d'honneur (Paris, 14 décembre 1798 - Paris, 10 octobre 1887), marié à Versailles le 10 juin 1844 avec Caroline Ferdinande de Montalembert d'Essé (1822-1848) [6], puis à Anderlues (Belgique) le 3 juillet 1850 avec Marie-Henriette de Leuze (1816-1881) [7]. Sans postérité de son premier mariage, il a uniquement une fille du second : 
  - Herminie de La Brousse de Verteillac, femme de lettres, (Paris, 28 juillet 1853 - Paris 13 avril 1926), mariée le 26 juin 1872 avec Alain de Rohan Chabot, 11e duc de Rohan, prince de Léon, député du Morbihan. Dont postérité.
- Victor Gabriel de La Brousse de Verteillac, sous-préfet de Rochechouart (1833-35), de La Tour du Pin (1835-1841), de Saint Omer (1841-1847), préfet de la Haute Saône de janvier 1847 à la Révolution de février 1848, il rentre alors dans la vie privée (Paris 1er anc, 1er juillet 1800 - Naples, Italie, 1er février 1850) [8], marié à Toul en 1828 avec Marie Josèphe Vincent, veuve de François Balland. Sans postérité [9].

## Pour approfondir

### Sources
- « François-Gabriel-Thibault de La Brousse de Verteillac », dans Adolphe Robert et Gaston Cougny, Dictionnaire des parlementaires français, Edgar Bourloton, 1889-1891 [détail de l’édition]

### Pages connexes
- Famille de La Brousse de Verteillac
- Liste des députés de Seine et Oise
- Château du Fou